# Albicostella albicosta
Albicostella albicosta är en insektsart som beskrevs av Matsumura 1914. Albicostella albicosta ingår i släktet Albicostella och familjen dvärgstritar. Inga underarter finns listade i Catalogue of Life.